# Magic Oh Magic
Magic Oh Magic – utwór włoskiego duetu Al Bano & Romina Power, który został napisany przez Dario Farina, Michaela Hoffmanna i Cristiano Minellono, nagrany i wydany w 1985 roku. Za aranżację piosenki odpowiedzialny był Fio Zanotti.
W 1985 roku utwór reprezentował Włochy podczas finału 30. Konkursu Piosenki Eurowizji. Podczas koncertu finałowego, który odbył się 4 maja w Scandinavium w Göteborgu, utwór został zaprezentowany jako dwunasty w kolejności i ostatecznie zdobył 78 punktów, plasując się na siódmym miejscu klasyfikacji finałowej. Dyrygentem orkiestry podczas występu wokalisty był Fiorenzo Zanotti. 
Na stronie B winylowego wydania singla znalazła się piosenka „It's Forever”.